# Prosoplus celebicus
Prosoplus celebicus là một loài bọ cánh cứng trong họ Cerambycidae.